# Ptilinum

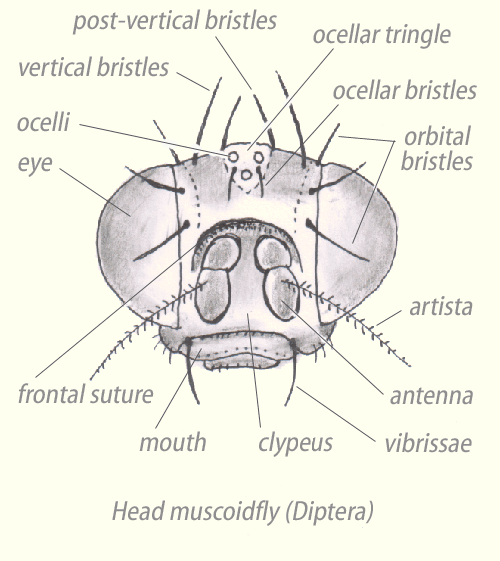
Capo di un insetto muscoide la linea di sutura frontale (frontal suture) a forma di U e compresa fra la base delle antenne e gli occhi rappresenta la sutura che resta dopo il deflusso dell'emolinfa dal ptilinum

Lo ptilinum è un organo usato dagli adulti di alcuni Ditteri Brachiceri per aprire un varco nel pupario all'atto dello sfarfallamento. Si tratta di un elemento morfologico utile ai fini sistematici per identificare gli insetti della sezione dei Ciclorrafi Schizofori distinguendoli da tutti gli altri Brachiceri.
L'organo è una vescicola pulsante, all'interno della quale può confluire emolinfa. All'inizio dello sfarfallamento, l'emolinfa confluisce nello ptilinum. Il conseguente rigonfiamento esercita una pressione sulla parete interna del pupario, in corrispondenza di una delle estremità, causando il distacco di un opercolo circolare dai margini netti. Attraverso l'apertura circolare avviene subito dopo la fuoriuscita dell'adulto.
Dopo lo sfarfallamento cessa la funzione dello ptilinum, pertanto l'emolinfa defluisce. La vescicola subisce un'introflessione nel capo e nell'adulto resta una cicatrice detta sutura frontale o sutura ptilinale. Questa sutura è l'elemento morfologico che permette di distinguere un insetto appartenente alla sezione degli Schizophora, comprendente le forme più evolute dei Ditteri, fra cui sono presenti le comuni mosche. La sutura frontale ha la forma di una U rovesciata o di un ferro di cavallo e divide il capo in due parti: quella superiore è la regione frontale, delimitata superiormente dal cervice e dagli ocelli e lateralmente dagli occhi composti, quella inferiore è la faccia o clipeo, delimitata inferiormente dal margine epistomale. Subito sotto la sutura ptilinale, nel clipeo, s'inseriscono le antenne, che come in tutti i Brachiceri sono composte da due vistosi antennomeri basali e un'appendice distale di varia forma.